# Världstoalettdagen

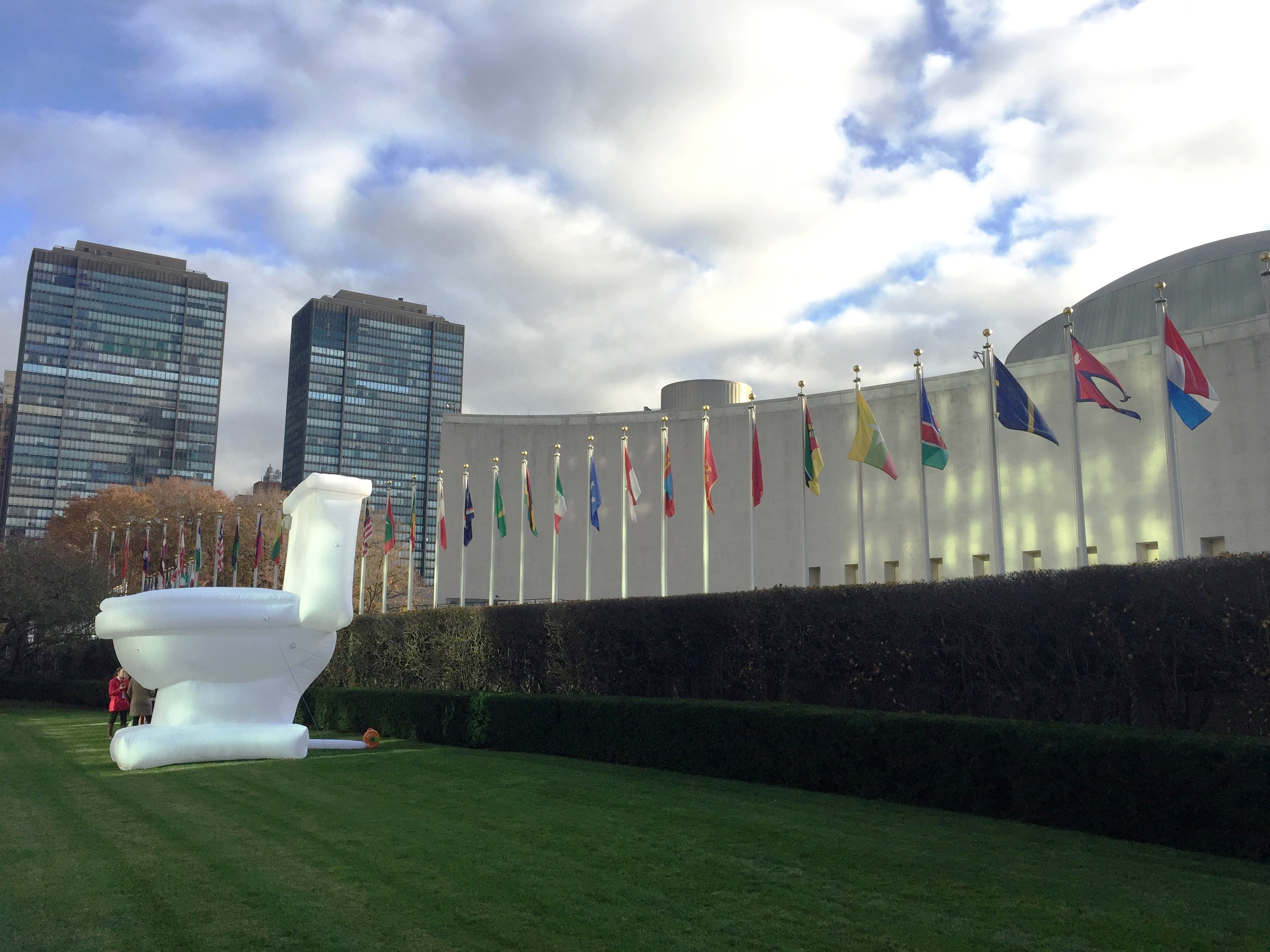
Världstoalettdagen vid Förenta nationernas högkvarter i New York.

Världstoalettdagen är en internationell dag av Förenta nationernas internationella dagar. Den  instiftades år 2013 på initiatativ av Världstoalettorganisationen i Singapore och äger rum den 19 november varje år. Dagen uppmärksammar den globala sanitetskrisen för 4,2 miljarder människor som inte har tillgång till en toalett.